# チオキナーゼ
チオキナーゼ(Thiokinase)は、補酵素Aのチオエステルを合成するリガーゼである。EC番号では、EC 6.2に分類されるが、名前には「チオキナーゼ」という言葉が含まれないことが多い。
次の種類に分類される。
- 酢酸CoAリガーゼ(EC 6.2.1.13)
- 酪酸CoAリガーゼ(EC 6.2.1.2)
- クエン酸CoAリガーゼ(EC 6.2.1.18)
- マレイン酸CoAリガーゼ(EC 6.2.1.9)
- コハク酸CoAリガーゼ(EC 6.2.1.5)
- スクシニルCoAシンテターゼ(EC 6.2.1.4)